# Graham Charles George Argent
Dr. Graham Charles George Argent (15 de mayo de 1941-24 de abril de 2019) fue un botánico, y briólogo británico. Realizó extensas expediciones botánicas a Australasia, Papua Nueva Guinea, Brasil, Ecuador, Groenlandia, Reino Unido, Indonesia, Malasia, Filipinas, Camerún

## Algunas publicaciones
- graham c.g. Argent. 1973.  A taxonomic study of African Pterobryaceae and Meteoriaceae, I: Pterobryaceae. J. KryoL, 7:353-378

### Libros
- graham c.g. Argent. 1989. Diplycosia in Borneo: Two new species and a provisional key to Diplycosia and close allies. Vol. 46 de Notes from the Royal Botanic Garden Edinburgh. 10 pP.

- ------------------------. 1969. A taxonomic study of West African mosses, the families Pterobryaceae and Meteoriaceae. Ed. Univ. College of North Wales, Bangor, 300 pp.

## Eponimia
- (Caryophyllaceae) Tunica argentii Meikle[3]
- (Euphorbiaceae) Acalypha argentii Sagun & G.A.Levin[4]
- (Gesneriaceae) Aeschynanthus argentii M.Mendum[5]
- (Lamiaceae) Callicarpa argentii Bramley[6]
- (Nepenthaceae) Nepenthes argentii M.Jebb & Cheek[7]